# Lara (Vitória)
Lara é uma cidade no estado de Vitória na Austrália. Em 2016 tinha uma população de 16.355 habitantes.